# Snilsträdet
Snilsträdet är Sveriges äldsta äppelträd som planterades i Hedemora, Dalarna på 1600-talet. Enligt obekräftade källor redan år 1614. Trädet anses vara en riktig raritet av kännare. Snilsträdet är idag i privat ägo.